# Casa Fernando Vendrell
Casa Fernando Vendrell és una obra de Tarragona protegida com a Bé Cultural d'Interès Local.

## Descripció
Edifici d'habitatges de tres pisos amb entresòl i baixos. Composició neoclàssica en la fatxada, amb pilastres d'ordre canviant per cada planta. Acabat amb balustrada i frontó central. Element de pedra i barana de forja.